# Valentina Tjerevatenko
Valentina Tjerevatenko (ryska: Валент́ина Ив́ановна Черев́атенко), född 20 januari 1956, är en rysk-ukrainsk människorättsaktivist från Novotjerkassk nära Rostov. 
Hon är grundare av nätverket Women of the Don, som i början av 1990-talet skapades för att stötta människor som hade det svårt efter Sovjetunionens fall. Med tiden kom organisationen att arbeta med att försvara mänskliga rättigheter, hjälpa till med konflikthantering och att stötta människor som drabbades av krig i sitt närområde. Ett exempel på detta var den väpnade konflikten i Tjetjenien, där bland annat våld mot kvinnor eskalerade och där många drabbades av trauman som organisationen hjälpte till att bearbeta genom rehabilitering.
2016 tilldelades Tjerevatenko ett särskilt Anna Politkovskaya-pris, som uppmärksammade tioårsdagen för mordet på Anna Politkovskaja.
2017 anklagades Tjerevatenko för brott mot de ryska lagar som krävde registrering av organisationer som misstänks finansieras av medel från andra länder än Ryssland. Flera människorättsorganisationer menade att detta var ett sätt att försöka tysta Tjerevatenko. Förundersökningen lades senare under 2017 ner utan vidare åtgärd.